# きっと青春が聞こえる
- ラブライブ! > μ's > きっと青春が聞こえる
- ラブライブ! > ラブライブ!のディスコグラフィ > きっと青春が聞こえる

「きっと青春が聞こえる」（きっとせいしゅんがきこえる）は、μ'sによるシングルで、テレビアニメ『ラブライブ！』の第1期エンディングテーマ。2013年2月6日に発売された。

## 概要
テレビアニメ『ラブライブ！』の第1期エンディングテーマ。1月20日にTVCMの公開と同時にジャケットイラスト・収録内容が明らかとなった。
初回生産分には「μ'sのアイ活！自己PRカード」が1枚（全9種）ランダムで付属する。
2013年2月18日付のオリコン週間チャートでは週間8位を獲得。『ラブライブ！』関連CDで初めて週間TOP10入りを果たした。
キャッチコピーは「いつだって、一緒だから、ねっ!」。

## 収録曲
- CD

1. きっと青春が聞こえる [4:09]
  - 作詞：畑亜貴、作曲・編曲：高田暁
  - アコースティックな風合いの「青春」をテーマにした曲。青春のイメージを持たせるため、「聞こえる」というフレーズが採用された[5]。
2. 輝夜の城で踊りたい [4:35]
  - 作詞：畑亜貴、作曲・編曲：佐々倉有吾
  - 神話の世界をイメージしたミステリアスな曲。B面曲ならではで表のラブライブ曲とは逸れた雰囲気の曲調で女性人気が高い。
3. きっと青春が聞こえる (Off Vocal)
4. 輝夜の城で踊りたい (Off Vocal)

## 担当メンバー
| 話数     | 歌唱メンバー                                                       | 収録CD                                            | 備考                     |
| -------- | ------------------------------------------------------------------ | ------------------------------------------------- | ------------------------ |
| 下記以外 | μ's                                                                | 本作                                              |                          |
| 第1話    | （楽曲解禁前）                                                     | （楽曲解禁前）                                    |                          |
| 第2話    | 高坂穂乃果（新田恵海）、南ことり（内田彩）、園田海未（三森すずこ） | 1期サウンドトラック 「Notes of School idol days」 |                          |
| 第4話    | 星空凛（飯田里穂）、西木野真姫（Pile）、小泉花陽（久保ユリカ）     | 1期サウンドトラック 「Notes of School idol days」 | 1年生主役回              |
| 第5話    | 矢澤にこ（徳井青空）                                               | 1期サウンドトラック 「Notes of School idol days」 | にこ主役回               |
| 第6話    | 絢瀬絵里（南條愛乃）、東條希（楠田亜衣奈）を除く7人                | 1期サウンドトラック 「Notes of School idol days」 |                          |
| 第7話    | 絢瀬絵里（南條愛乃）、東條希（楠田亜衣奈）                         | 1期サウンドトラック 「Notes of School idol days」 | のぞえり主役回           |
| 第9話    | 南ことり（内田彩）                                                 | 1期サウンドトラック 「Notes of School idol days」 | ことり主役回             |
| 第13話   | μ's                                                                | 1期サウンドトラック 「Notes of School idol days」 | 全員合唱、映像も特別仕様 |

## 収録アルバム
| 曲名                 | アルバム                                    | 発売日        | 備考           |
| -------------------- | ------------------------------------------- | ------------- | -------------- |
| きっと青春が聞こえる | 『μ's Best Album Best Live! Collection II』 | 2015年5月27日 | ベストアルバム |
| 輝夜の城で踊りたい   | 『μ's Best Album Best Live! Collection II』 | 2015年5月27日 | ベストアルバム |

### ユニットメンバー
1. 1 2  高坂穂乃果（新田恵海）、絢瀬絵里（南條愛乃）、南ことり（内田彩）、園田海未（三森すずこ）、星空凛（飯田里穂）、西木野真姫（Pile）、東條希（楠田亜衣奈）、小泉花陽（久保ユリカ）、矢澤にこ（徳井青空）